# Olympiakos Chalkidas
 (mars 2017).
Si vous disposez d'ouvrages ou d'articles de référence ou si vous connaissez des sites web de qualité traitant du thème abordé ici, merci de compléter l'article en donnant les références utiles à sa vérifiabilité et en les liant à la section « Notes et références ».
Maillots
Le Athlitikos Syllogos Olympiakos Chalkidas (en grec moderne : Αθλητικός Σύλλογος Ολυμπιακός Χαλκίδας), plus couramment abrégé en Olympiakos Chalkidas, est un ancien club grec de football fondé en 1926 et disparu en 1967, et basé dans la ville de Chalkida, dans la région d'Eubée.

## Histoire
Le club a disputé une seule et unique saison au sein de l'élite grecque, l'Alpha Ethniki, lors de la saison 1963-1964. Après une première partie de saison réussie (l'Olympiakos termine les matchs aller à la 6e place), il ne peut garder le rythme et finit par être relégué à la suite d'un match de barrage perdu face au club de Niki Volos.
En 1967, l'Olympiakos Chalkidas est contraint par le comité des sports de la junte de fusionner avec l'autre club de la ville, Evripos, pour créer le club de Chalkidas FC.

## Palmarès
| Compétitions nationales                                                                                     |
| --- |
| - Championnat de Grèce D3 (1) : - Champion : 1962-63. - Championnat de Grèce D4 (1) : - Champion : 1985-86. |